# Castello di Vitré

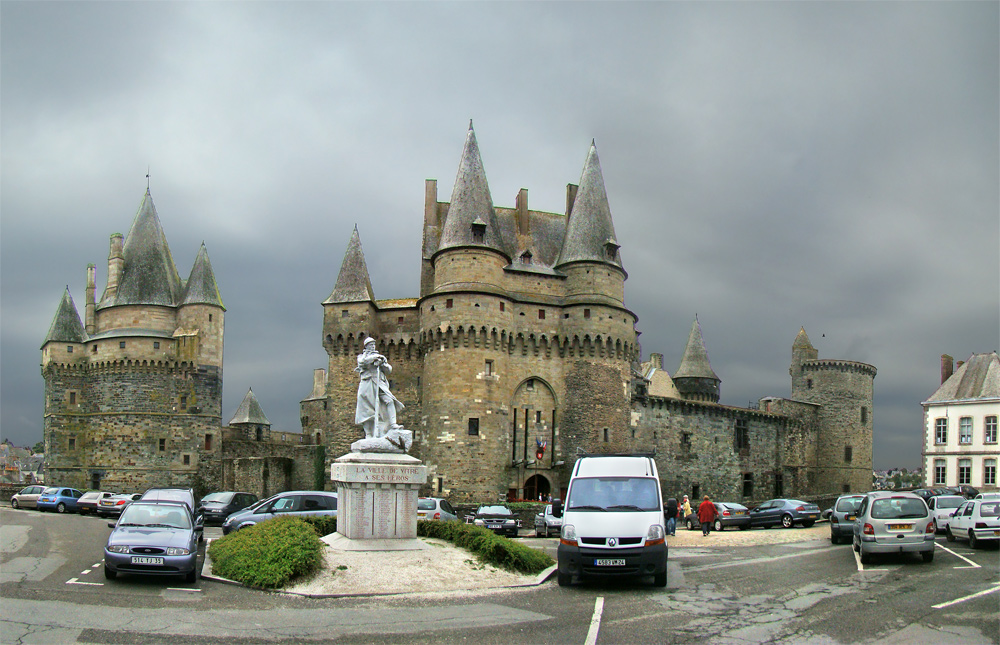
Il castello di Vitré (XI – XVI secolo)

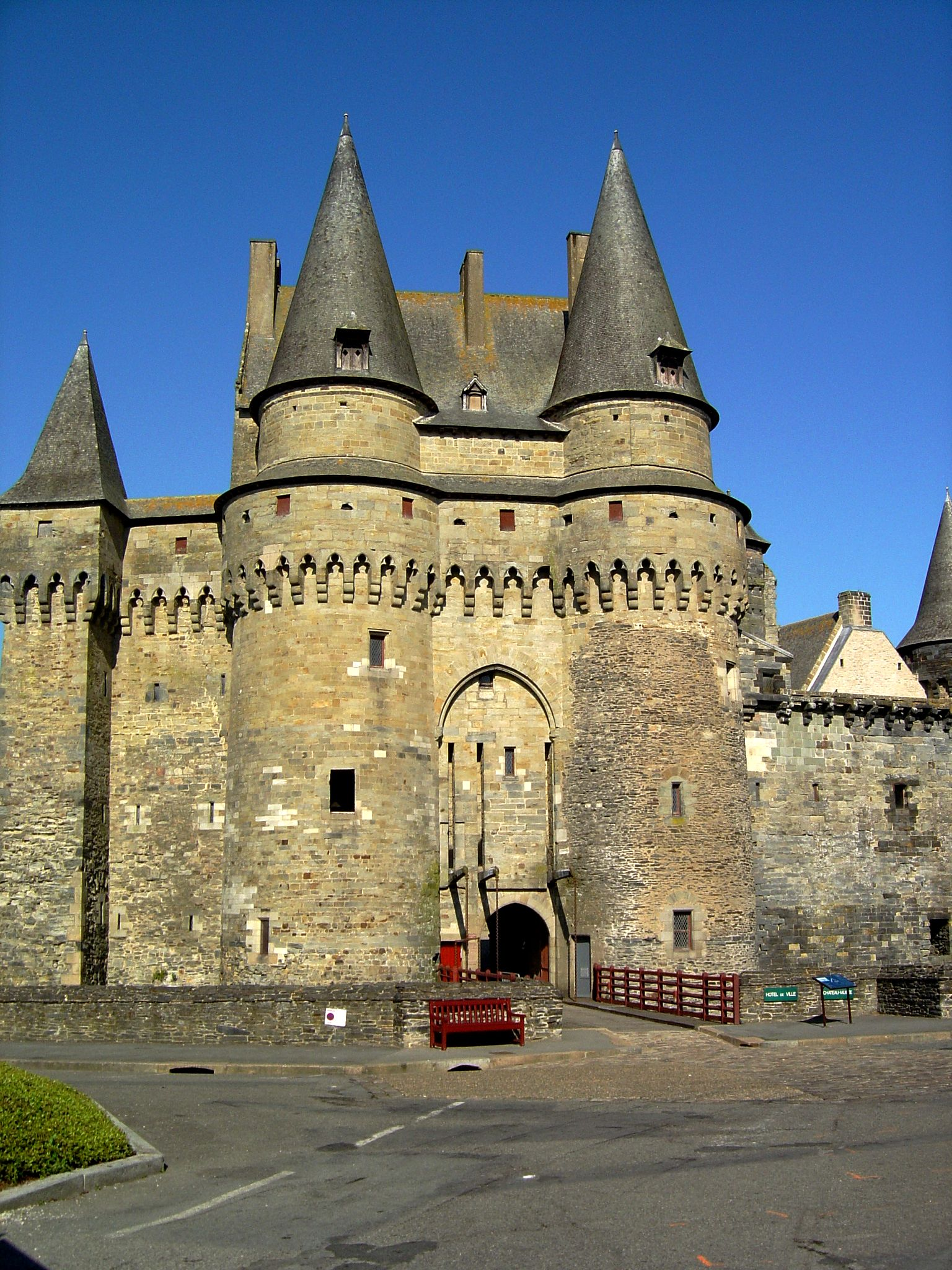
Entrata del castello di Vitré

Il castello di Vitré (fr. château de Vitré) è una delle più imponenti fortezze della Bretagna (Francia nord-occidentale): si tratta di un castello medievale eretto in uno sperone roccioso nella cittadina fortificata di Vitré (dipartimento dell'Ille-et-Vilaine, Bretagna orientale, al confine con i Paesi della Loira), a partire dall'XI secolo ed ampliato tra il XIII e il XVI secolo. Il castello si trova in Place du Château.
Fu sede provvisoria del Parlamento di Bretagna nel corso del XVI secolo.  Attualmente ospita il municipio di Vitré.

## Caratteristiche
Il perimetro del castello è di forma triangolare ed è circondato da un fossato. L'ingresso alla fortezza è rappresentato da un castello più piccolo del 1380 con ponte levatoio e difeso da due torri.
All'interno del castello si trovano sculture medievali e rinascimentali, un museo con arazzi delle Fiandre e di Aubusson risalenti al XV e al XVI secolo (nella Tour Saint-Laurent) e un trittico del 1544, abbellito da 32 smalti di Limoges (nella Tour de l'Oratoire).

## Storia
Il castello di Vitré venne eretto agli inizi dell'XI secolo.
Fu assediato nel XII secolo e venne ricostruito nel XIV e nel XV secolo.
Nel 1487, fu occupato dalle truppe francesi, grazie alla resa incondizionata del suo proprietario, Guy XV de Laval.
Negli anni 1564, 1582 e 1582, a causa delle grandi epidemie di peste, fu sede provvisoria del Parlamento di Bretagna.